# Treehouse of Horror XXIV
Treehouse of Horror XXIV, llamado La Casa-árbol del Terror XXIV en España y La Casita del Horror XXIV Hispanoamérica, es el segundo episodio de la vigesimoquinta temporada de la serie animada Los Simpson, y el 532 de la misma. Fue escrito por Jeff Westbrook y dirigido por Rob Oliver, y se emitió en Estados Unidos el 6 de octubre de 2013 por FOX. Guillermo del Toro se encargó de la introducción única para el episodio. La estrella invitada fue Marcia Wallace como Edna Krabappel. Es un episodio especial de Halloween de Los Simpson en el que se cuentan tres historias: "Oh, the Places You'll D'oh!", "Dead and Shoulders" y "Freaks no geeks".

## Sinopsis

### Secuencia de apertura
Al inicio de la secuencia, se puede ver a un cuervo que es calcinado por un rayo. De inmediato se muestra a una serie de soldados combatiendo una horda de zombis mutantes. Después se muestra la batalla de un Jaeger contra un Kaiju. Cuando Jimbo Jones y Kearney cortan la cabeza de Jebediah Springfield, cae sobre la cabeza de Ralph Wiggum, decapitándolo. Mientras avanza la secuencia, aparece el chico de Lard Lad Donuts, que gracias a un rayo, cobra vida. El Jefe Wiggum caracterizado como Cíclope le saca su rosquilla y se la come.
Se puede ver también a Edna Krabappel sentada junto a Alfred Hitchcock. Dentro de la Escuela primaria de Springfield, Bart se encuentra como de costumbre escribiendo en el pizarrón: "All work and no play makes Jack a dull boy" frase escrita un sinnúmero de veces por Jack, protagonista de El Resplandor; junto a Bart, el autor, Stephen King, escribe la misma frase por todo el salón de clases. Cuando Bart sale de la escuela en su patineta, cae sobre el montón de hojas secas que el Jardinero Willie acomoda, caracterizado de Hellboy. Del montón de hojas se levanta Kroenen y pelea con Willie. 
En la planta de energía nuclear, Homer tira una barra de material radiactivo y cae en su espalda, lo que lo transforma en un Reaper. Cuando Homer sale corriendo Carl se muestra como el propio Blade, que decapita a Lenny y persigue a Homer. Se muestra una toma de cámara hacia el subsuelo y se puede ver a los primeros Simpson de 1987 a 1989 sepultados y también el esqueleto de Godzilla. La escena siguiente consiste en la aparición del señor Burns convertido en el hombre pálido, comiéndose a un hada con parentesco a Smithers. Posteriormente, artículos de la película Cronos pasan por la barra transportadora del supermercado, además de notarse que el precio de Maggie es el número del diablo, 666. También se presenta una pelea entre Maggie y Gerald representando al insecto de la película Mimic, además, Maggie no era ella, sino Gerald.
La escena clásica en donde Lisa es sacada del salón de música es protagonizada por los Fantasmas de la Opera de las versiones 1925, 1962, 1943, 1916 y Winslow Leach. Cuando Lisa sale tocando el saxofón se puede notar en cuadros varias escenas de los episodios anteriores de Treehouse of Horror. La toma cambia al recorrido de Bart en patineta, en la cual se presentan a los grandes exponentes del género de terror: Howard Phillips Lovecraft y su Cthulhu, Edgar Allan Poe alimentando a un cuervo de tres ojos, Ray Bradbury tatuando a The Illustrated Man y Richard Matheson con el personaje de su obra I am Legend.
Al cruce de calle, una horda atemorizada por la persecución de un zombi, se ve perseguida después por el monstruo de Frankenstein, Drácula, la Momia, el Hombre Lobo, el Monstruo del Lago Negro, Zagon, la Novia de Frankenstein y el hombre invisible. La escena termina con Maggie al volante, en alusión a The Car, que choca a Milhouse sacándolo del Puente, donde es atrapado en el aire por las mandíbulas de un monstruoso Blinky. En dicho espacio, se encuentra gran variedad de personalidades de diversas películas de horror y ciencia ficción, dentro de los que se encuentran varios de películas dirigidas por el mismo Del Toro. En la escena del garaje, todo parece normal hasta que llega Maggie en el auto negro y atropella a Homer. Al llegar al sofá, Lisa cae por un orificio que se abre convirtiéndose en Alicia, aterrizando al lado de Hipnosapo finalizando con una escena del Laberinto del Fauno.

### "Oh, the Places You'll D'oh!"
Es la noche de Halloween en Springfield. Los niños Simpson están en casa con paperas y no pueden ir a pedir dulces. Una vez que su madre, Marge (vestida con un traje de Catwoman), se va con los demás a una fiesta de disfraces, son visitados por The Fat in the Hat (Homer) que les da las vacunas para que puedan salir fuera y así, conseguir dulces para ellos, y cerveza para él. Sin embargo, en lugar de ayudar a los niños a que consigan sus golosinas, él los lleva por un camino de muerte y destrucción: vuela la mansión del Sr. Burns y con su cadáver les da de comer a un refugio para desamparados; luego roba a Moe y usa su piel como bufanda; después, asalta a Apu y le obliga a pasar tiempo con su esposa e hijos; mata a dos trabajadores del DMV (Patty y Selma) y lanza matrículas de automóviles a las personas que están esperando en la fila; hace explotar el ayuntamiento, mientras usaba una máscara de Guy Fawkes; libera a los animales del zoológico; y comete un "gripe Fluffel-cidio agravado." Los niños están alarmados por los acontecimientos y se las arreglan para eludirlo con la ayuda de varios animales; un camello Barney-camello, un Krusty-toro, y en las alas del abejorro mexicano. Sin embargo, Homer está esperando por ellos cuando llegan a casa y se regodea de que nunca los dejará justo antes de que Maggie lo apuñale en el pecho con su propio paraguas. Marge llega a casa, sin darse cuenta de que sus hijos tienen "falsas paperas" rellenando su boca con los caramelos recolectados, ni de que han convertido a The Fat in the Hat en una alfombra.

### Dead and Shoulders (Muerte en hombros)
Un día, Bart enreda su cometa en su cuello, y esta luego se engancha con un helicóptero. Acto seguido, Bart queda decapitado, por lo que se une quirúrgicamente al cuerpo de Lisa con el fin de extender su vida, acortando la de Lisa. Aunque los dos se llevan bien, Bart se entera de que él puede controlar el cuerpo de su hermana mientras ella está inconsciente y debe deshacerse de ella para tener un control total. Desafortunadamente, el intento de cercenarle la cabeza a Lisa en un aserradero (lo cual sucede después) solo hace que su propia cabeza dé a parar a un montón de aserrin cercano. La cabeza de Bart termina transferida al cuerpo de Selma (que necesita un socio de karaoke), mientras que Lisa se injerta en Krusty (que necesita un compañero de comedia para un próximo acto) y la cabeza del Doctor Riviera se inyecta en el doctor Hibbert.

### "Freaks no geeks"
En un circo de 1930, "el hombre fuerte" (Homer) consigue, mintiéndole, que su prometida, la trapecista (Marge), se case con el monstruo de la feria (Moe) y así conseguir el anillo de esmeraldas que heredó el monstruo de su madre, en su lecho de muerte. En la recepción de la boda, los otros "monstruos" anuncian que aceptan a la trapecista, a pesar de su ser un outsider "normal" (aunque Marge dice que ella es un monstruo porque tiene un ojo azul y un ojo marrón claro). Después de encontrar a Homer intentando envenenar la copa de vino de Moe, Marge lo echa de su remolque. Homer es luego acorralado por los monstruos, quienes intentan mutilarlo en un monstruo como ellos. La escena luego muestra la actualidad, donde se revela que toda la historia fue contada por un Homer "Hombre Pato" de cómo conoció a Marge, pero nadie sabe que pasó con Moe.

### Créditos
Durante los créditos, muestran fotos de los monstruos transformando a Homer en "hombre pato". Luego, aparecen notas de distintos diarios sobre Homer Pato. De fondo, se puede escuchar el intro de la serie How I Met Your Mother.

## Producción
En octubre de 2013, en una entrevista con Entertainment Weekly, Guillermo del Toro habló sobre la dirección de la apertura del episodio, diciendo: “Realmente quería tomar todas las conexiones entre las piezas del show en los títulos y algunas de las más icónicas películas de horror, intercalando con algo de lo mío por ahí por puro placer”. Del Toro habló del cameo de Hitchcock con Edna Krabappel como en Los pájaros y la secuencia del auto donde Maggie por fin maneja, aunque se trata de una referencia a The Car.
También explicó que se inspiró en la Revista Mad con muchas referencias en la apertura diciendo: "Se trata de meter tantas referencias que tú como un niño podrías pasar una tarde en tu cama con tu lupa, ver un marco de la revista Mad y encontrar todas las referencias a esto y aquello. Integro a Lisa cayendo a través del sofá como Alicia en el país de las maravillas, en el vestido de la niña de el laberinto del fauno, y en lugar de aterrizar al lado del sapo gigante, ella aterriza al lado del Hypnotoad de Futurama. En el último minuto quería poner un luchador mexicano, pero Bonnie Pietila me dijo: "No podemos seguir añadiendo y añadiendo cosas".
Del Toro es un gran fan de Los Simpson. Tiene una habitación en su casa llena de objetos de la serie animada. Uno de sus figuras coleccionables favoritass es un Sr. Burns caracterizado como Drácula, de otro especial de Noche de brujas.